# Marcin Kromer
Marcin (eller Martin) Kromer (eller Cromer), född den 11 november 1512 i Biecz, död den 23 mars 1589 i Heilsberg, var en polsk historiker.
Kromer studerade vid universiteten i Krakow, Pavia och Bologna (1537-40). Hans första litterära arbete efter hemkomsten var en översättning av Johannes Chrysostomos efter en handskrift i Bologna. I kyrkliga angelägenheter begav han sig 1543 till påven i Rom och blev sedan kung Sigismund II Augusts privatsekreterare och arkivarie. I sina under en följd av år utgivna Rozmowy Dworzanina z Mnichem (En hovmans samtal med en munk) intog han en strängt konservativ ståndpunkt i religiösa frågor. Åren 1558-64 vistades han i Wien som polskt sändebud; 1565 skickades han till Lübeck och Rostock och 1570 för att medla mellan svenskarna och danskarna vid fredskongressen i Stettin, om vilken han lämnat en värdefull berättelse. År 1579 utnämndes han till biskop av Ermland. 
Sin litterära berömmelse vann han genom De origine et rebus gestis Polonorum (1555) och Polonia sive de situ, moribus, populis, magistratibus et Republica regni Polonici (bägge i 5 upplagor). Hans historiska framställning, som sträcker sig till 1506, utmärks av samvetsgrant citerande och värdesättning av källor och för klar form. Kromer förmodas också vara författare av en anonym historia om Katarina Jagellonicas olycksöden i Sverige. Bland litteraturen om honom kan nämnas Anton Eichhorns Der ermländische Bischof Martin Kromer (1868), Franz Hiplers Literaturgeschichte des Bisthums Ermland (1873) och Ludwik Finkels historiska monografi över Kromer i Krakowakademiens handlingar (1883).